# Alexandre Georgevitch de Leuchtenberg
Alexandre Georgevitch de Leuchtenberg (en russe : Александр Георгиевич Лейхтенбергский), duc de Leuchtenberg et prince Romanovsky, est né le 13 novembre 1881 à Saint-Pétersbourg, en Russie, et décédé le 26 septembre 1942 à Salies-de-Béarn, en France. Chef de la maison de Leuchtenberg de 1912 à sa mort, c'est un prince et un militaire russe d'origine française.

## Famille
Alexandre de Leuchtenberg est le fils unique du prince Georges Maximilianovitch de Leuchtenberg (1852-1912), duc de Leuchtenberg, et de sa première épouse la princesse Thérèse d'Oldenbourg (1852-1883). Par son père, il est donc le petit-fils du prince Maximilien de Leuchtenberg (1817-1852) et de son épouse la grande-duchesse Marie Nikolaïevna de Russie (1819-1876) tandis que, par sa mère, il descend du prince Pierre d’Oldenbourg (1812-1881) et de son épouse la princesse Thérèse de Nassau-Weilbourg (1815-1871).
Le 9 avril 1917, Alexandre épouse morganatiquement l'ex-ballerine par deux fois divorcée Nadejda Nikolaïevna Caralli (1883-1964), fille de Nikolaï Caralli et de Maria Gorovitch. De ce mariage ne naît aucun enfant.

## Biographie
Né avant la réforme du statut des membres de la famille impériale mise en place par le tsar Alexandre III de Russie en 1886, le prince Alexandre est le seul Leuchtenberg de sa génération à porter le prédicat d'altesse impériale, son demi-frère Serge et sa demi-sœur Hélène n'étant, quant à eux, qu'altesses sérénissimes.
Le prince Alexandre a seulement deux ans lorsqu'il perd sa mère, la princesse Thérèse d'Oldenbourg, et il grandit sans beaucoup voir son père, le prince Georges de Leuchtenberg. Formé pour être militaire, il étudie à l'École de cavalerie Nicolas avant d'intégrer le régiment Préobrajensky, dans lequel il obtient le rang de colonel. Nommé aide de camp de son cousin le tsar Nicolas II, il noue une amitié très forte avec lui.
Pendant la Première Guerre mondiale, Alexandre sert comme commandant d'un régiment de cosaques. Préoccupé par le déclin de l'image impériale pendant le conflit, le prince demande au tsar d'exiger que les Romanov lui renouvellent leur serment de fidélité (1916). Conscient de la situation explosive de la Russie, le duc de Leuchtenberg parvient à vendre sa résidence pétersbourgeoise juste avant l'éclatement de la Révolution de 1917 et transfert l'essentiel de sa fortune à Perkijärvi, en Finlande. Il parvient ainsi à sauver nombre d'œuvres d'art ayant appartenu à sa famille.
Après l'abdication du tsar et la mise en place du gouvernement provisoire, Alexandre tente de sauver le souverain et sa famille en faisant appel aux puissances étrangères. En 1917, il demande ainsi l'aide de Muriel Buchanan, fille de l'ambassadeur britannique George Buchanan (en), pour envoyer la famille impériale au Royaume-Uni. Cette première tentative ayant échoué, le prince se rend à Berlin en 1918 pour persuader le Kaiser Guillaume II d'accorder l'asile à son cousin, sans davantage de succès.
L'effondrement de la monarchie russe permet au moins à Alexandre d'épouser sa maîtresse, l'ex ballerine Nadejda Nikolaïevna Caralli, sans en demander l'autorisation au tsar ou au Saint-Synode. Organisée à Peterhof le 9 avril 1917, la cérémonie se tient juste après le mariage du prince Gabriel Constantinovitch de Russie avec une autre danseuse, Antonia Nestorovskaïa.

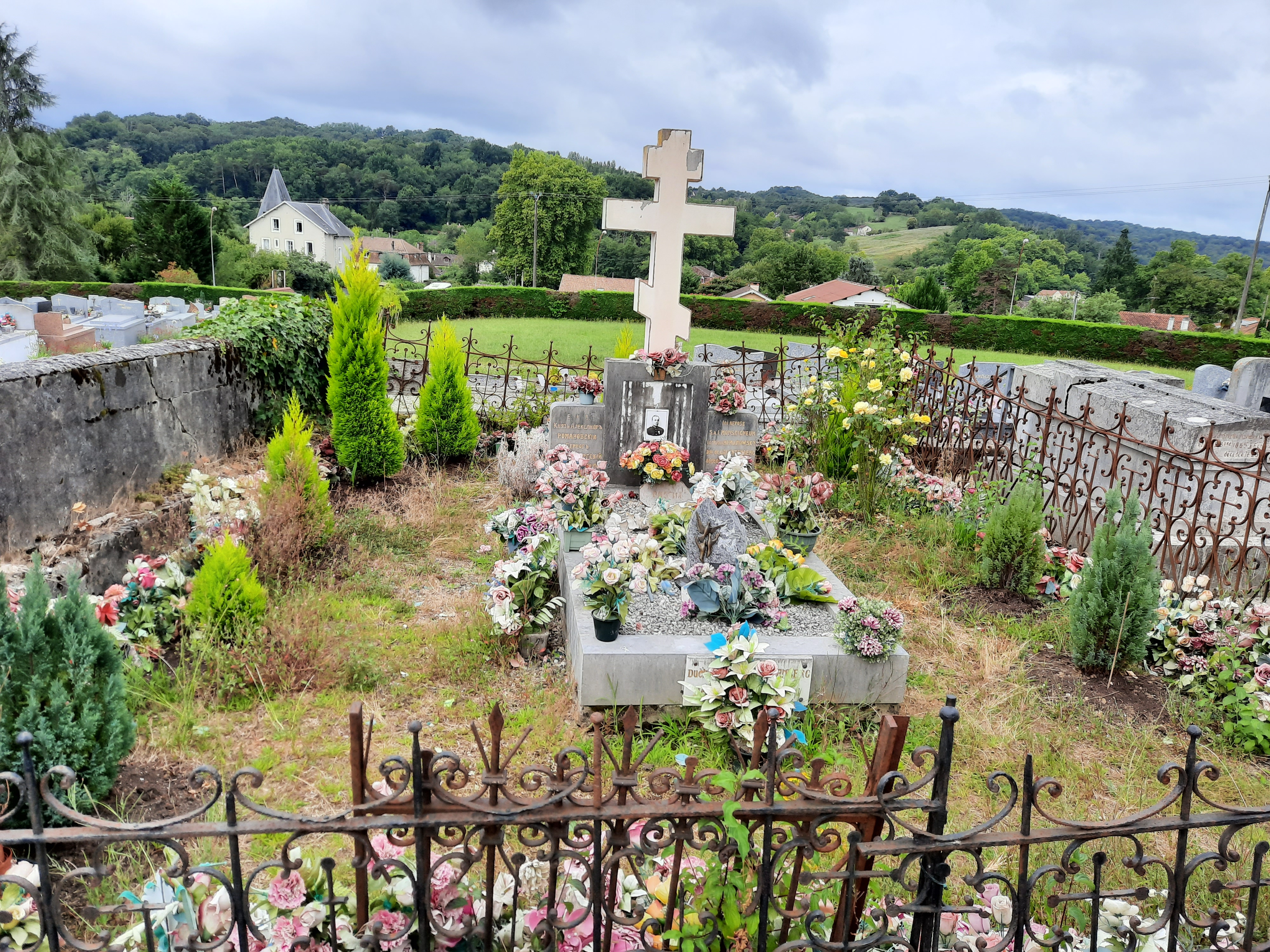
Sépulture du duc Alexandre et de son épouse au cimetière Saint-Martin de Salies-de-Béarn (juillet 2020).

Réfugiés en Finlande en 1918, Alexandre et son épouse quittent ce pays en 1922. Ils s'établissent alors en France, où le prince est élu président de l'association des juristes étrangers. Il meurt sans descendance à l'âge de soixante ans à Salies-de-Béarn. Son frère Serge lui succède comme dernier chef de la branche non-morganatique de la maison de Beauharnais.